# Nenávist (film, 1995)
Nenávist (v originále La Haine) je francouzsko-americký černobílý dramatický film z roku 1995, který napsal a režíroval Mathieu Kassovitz. Film měl světovou premiéru 17. května 1995 na filmovém festivalu v Cannes. V roce 1996 byl jedenáctkrát nominován na Césary a získal tři ceny, včetně Césara za nejlepší film.

## Děj
Příběh se odehrává den po noci plné nepokojů, kdy mladí násilníci útočili proti policii v Chanteloup-les-Vignes u Paříže. Nepokoje vyvolaly události na policejní stanici, kdy se mladý obyvatel města Abdel Ichaha během policejní vazby dostal do kómatu. Při nepokojích ztratí jeden z policistů revolver.
Na situaci reagují jeho tři mladí přátelé: Vinz, mladý Žid s agresivní povahou, který si přeje pomstít Abdela; Hubert, pacifistický mladý černoch, který myslí pouze na odchod z města za lepším životem a odmítá provokovat policii, a Saïd, mladík severoafrického původu, který hraje roli prostředníka mezi Vinzem a Hubertem.
Vinz svým společníkům prozradí, že našel revolver ztracený policistou. Jde o Smith & Wesson 44 Magnum, kterým chce zabít nějakého policistu, pokud se Abdel neprobere z kómatu. Hubert s tím nesouhlasí. Mladíci navštíví Abdela v nemocnici, ale personál jim odmítne kontakt. Jejich protest vede ke krátkému zatčení Saïda.
Poté jedou do Paříže, kde se setkají se starým mužem, polským Židem, který jim vypráví o životě v ghettu. Poté se vydají za jistým Asterixem, který Saïdovi dluží peníze, ale návštěva skončí násilnou konfrontací. Na ulici je kontroluje policie. Hubert a Saïd jsou zadrženi, ale Vinzovi se podaří s revolverem uprchnout. Sejdou se všichni opět na Gare Saint-Lazare, ale těsně minuli poslední vlak. Aby se zabavili, jdou na vernisáž do umělecké galerie, odkud jsou vyhozeni za obtěžování dvou návštěvnic. Později se pokusí ukrást auto, aby se dostali domů poté, co je odmítne taxikář.
Saïd a Hubert jsou ohroženi skupinou skinheadů, kteří jim vyhrožují a poté je napadnou. Vinz zažene skinheady svou zbraní. Po návratu do města Vinz dá revolver Hubertovi. Vinze chtějí zatknout dva policisté. Jeden z nich se Vinze snaží zastrašit svou zbraní a neúmyslně ho zabije kulkou do hlavy. Film končí obrazem Huberta a policisty, kteří na sebe míří, a výstřelem mimo záběr. Konec filmu je otevřený: není jisté, jestli střílel Hubert nebo policista.

## Obsazení
| Vincent Cassel       | Vinz                                           |
| Hubert Koundé        | Hubert                                         |
| Saïd Taghmaoui       | Saïd                                           |
| Karim Belkhadra      | Samir                                          |
| Marc Duret           | inspektor                                      |
| Choukri Gabteni      | Nordine, Saïdův bratr                          |
| Solo                 | Santo                                          |
| Benoît Magimel       | Benoît                                         |
| Édouard Montoute     | Darty                                          |
| François Levantal    | Astérix                                        |
| Héloïse Rauth        | Sarah                                          |
| Félicité Wouassi     | Hubertova matka                                |
| Nabil Ben Mhamed     | mladík, který vypravuje příběh o skryté kameře |
| Cut Killer           | diskžokej                                      |
| Virginie Montel      | žebračka v metru                               |
| Julie Mauduech       | dívka v umělecké galerii                       |
| Karin Viardová       | dívka v umělecké galerii                       |
| Vincent Lindon       | opilý muž                                      |
| Christophe Rossignon | taxikář                                        |
| Mathieu Kassovitz    | skinhead                                       |
| Andrée Damant        | správcová                                      |
| Philippe Nahon       | policejní velitel                              |
| François Toumarkine  | policista v nemocnici                          |
| Zinedine Soualem     | policista týrající Saïda a Huberta             |
| Bernie Bonvoisin     | policista týrající Saïda a Huberta             |
| Peter Kassovitz      | ředitel umělecké galerie                       |